# Kony 2012
Kony 2012 è un documentario del 2012 creato dall'organizzazione Invisible Children di Jason Russell allo scopo di promuovere una campagna umanitaria che ha l'obiettivo di far catturare il criminale di guerra ugandese Joseph Kony.
Il documentario, caricato per la prima volta su YouTube il 5 marzo 2012, si è diffuso in maniera virale sul web, tanto da raggiungere oltre cento milioni di visualizzazioni in poco più di un mese.
Alcune celebrità, tra cui Kim Kardashian, Nicki Minaj, Rihanna e Taylor Swift, hanno dichiarato il loro supporto alla campagna, che prevedeva un maxi-evento nella notte tra venerdì 20 aprile e sabato 21 aprile 2012, quando tutti gli aderenti avrebbero dovuto affiggere manifesti per pubblicizzarla; Invisible Children ha inoltre provveduto a vendere online poster, braccialetti e adesivi per "rendere Kony famoso".

## Sinossi
Il documentario racconta i progetti e gli sforzi dell'organizzazione Invisible Children per far sì che il criminale di guerra ugandese Joseph Kony venga arrestato; in esso vengono descritte le tattiche di guerriglia dell'esercito di Kony (Esercito di Resistenza del Signore) e le regioni in cui opera (Uganda, Congo e Sud Sudan).
Una delle personalità principali attorno a cui ruota il documentario è Jacob, un ragazzo ugandese il cui fratello è stato ucciso dall'esercito di Kony e a cui Jason Russell, fondatore di Invisible Children, ha promesso di fermare il sanguinario criminale.

## Supporto
La campagna umanitaria promossa da Invisible Children si è impegnata a selezionare un gruppo di venti celebrità e dodici politici che potessero aiutare a sensibilizzare l'opinione pubblica sui crimini di guerra di Joseph Kony; tra le celebrità vi sono Angelina Jolie, George Clooney, Paul Hewson e Ryan Seacrest, mentre tra i politici figurano Condoleezza Rice, George W. Bush e John Kerry.
Nel documentario viene anche mostrata la lettera con cui l'allora presidente degli Stati Uniti, Barack Obama, comunica la decisione di stanziare un piccolo contingente militare in Uganda per proteggere la popolazione civile dai ribelli guidati da Kony.

## Critiche
Il documentario non è stato esente da critiche, che ne hanno evidenziato alcune inesattezze:
- La situazione descritta nel documentario risale a circa sette anni prima della registrazione.[14]
- La dimensione dell'armata di Joseph Kony è molto inferiore a quella indicata nel documentario.
- L'Uganda dispone di forze armate addestrate a sufficienza per contrastare Joseph Kony senza il bisogno di dover ricorrere all'esercito statunitense.